# Parangitia atys
Parangitia atys är en fjärilsart som beskrevs av William Schaus 1914. Parangitia atys ingår i släktet Parangitia och familjen nattflyn. Inga underarter finns listade i Catalogue of Life.